# Caroline Grothgar
Caroline Grothgar (* 16. August 1968 in Wien) ist eine österreichische Schauspielerin.

## Leben
Caroline Grothgar machte ihre Schauspielausbildung am Lee Strasberg Theatre and Film Institute in New York, bei MK Lewis in Los Angeles und bei Maria Reginka und Heidi Walier in Berlin.
Grothgar wirkt seit den 1990er-Jahren an verschiedenen deutschen Fernsehserien mit, seltener tritt sie auch in Kinofilmen auf. In der Serie Marienhof verkörperte sie zwischen 1995 und 1998 die feste Serienrolle der Svenja Gerster. Von 2001 bis 2006 war sie in 54 Folgen der RTL-Krimiserie Die Wache als Polizeiobermeisterin Carmen Drewitz zu sehen. In der Telenovela Rote Rosen verkörperte sie zwischen 2006 und 2007 in 196 Folgen die Figur Lynn Bergmann-Farlow. In der Krimiserie Ein Fall für zwei spielte sie von 2008 bis 2013 eine feste Rolle als Kristin Wernstedt, die Sekretärin des Anwaltes Dr. Lessing.

## Filmografie (Auswahl)
- 1992: Gute Zeiten, schlechte Zeiten (Fernsehserie, Rolle: Sybille Vogler)
- 1994–1997, 1998: Marienhof (Fernsehserie)
- 1998: Alarm für Cobra 11 – Die Autobahnpolizei – Faule Äpfel (Fernsehserie)
- 1999: Küstenwache – Blinder Passagier
- 2001–2006: Die Wache (Fernsehserie, 54 Folgen)
- 2005: Alarm für Cobra 11 – Die Autobahnpolizei – Der Kommissar (als Josephine Schneider) (Fernsehserie)
- 2006–2007: Rote Rosen (Fernsehserie)
- 2008: Code 21
- 2008: Der Tote in der Mauer
- 2008–2013: Ein Fall für zwei (44 Folgen)
- 2010: Fortbildung Elf (Kurzfilm)
- 2012: Die Rosenheim-Cops – Der Club des toten Dichters
- 2014: Pastewka: Die Zeremonie
- 2014: Heiter bis tödlich: Hauptstadtrevier – Totentanz (als Christine Ansbach) (Fernsehserie)
- 2016: Heldt – Bochum innovativ (Fernsehserie)
- 2018: Der Staatsanwalt (Fernsehserie, Folge Im Netz der Spinne)
- 2020: Der Lehrer (Fernsehserie, Folge Magen-Darm muss man wollen)
- 2021: Ein Fall für zwei (Fernsehserie, Folge Advokaten und Mörder)